# Eckford (Scottish Borders)
Eckford ist eine Streusiedlung in der schottischen Council Area Scottish Borders beziehungsweise in der traditionellen Grafschaft Roxburghshire. Sie liegt jeweils rund sieben Kilometer südwestlich von Kelso und nordöstlich von Jedburgh am rechten Ufer des Teviot. Eckford liegt auf einer Höhe von etwa 60 m.

## Geschichte
Östlich von Eckford finden sich die Ruinen von Cessford Castle. Englische Militärs stuften den ehemaligen Wehrbau des Clans Kerr 1523 als drittstärkste Festung in Schottland ein. Mit dem Eckford Tower entstand vermutlich im frühen 16. Jahrhundert in Eckford ein Tower House. Englische Truppen schleiften es in den Jahren 1554 und 1570. Heute sind keine Überreste des Wehrturms mehr erhalten. Mit dem Kirkbank House befand sich einst ein kleines Herrenhaus am Nordrand von Eckford.
In den 1880er Jahren befand sich in Eckford eine Schule, die 100 Schülern Platz bot. Im Jahre 1771 wurde die heutige Eckford Church errichtet. Am Standort befand sich jedoch ein Vorgängerbauwerk, von dem Fragmente in die Eckford Church integriert wurden.

## Verkehr
Die A698, welche das schottische Hawick mit dem englischen Berwick-upon-Tweed verbindet, bildet die Hauptverkehrsstraße von Eckford. Vor Jedburgh ist mit der von Edinburgh nach Darlington führenden A68 eine Fernverkehrsstraße innerhalb weniger Kilometer erreichbar. In Kelso besteht außerdem Anschluss an die A699.
Westlich von Eckford überspannt die Kalemouth Suspension Bridge den Teviot. Die um 1835 erbaute Hängebrücke ist heute von geringer infrastruktureller Bedeutung.